# Bandas interestelares difusas

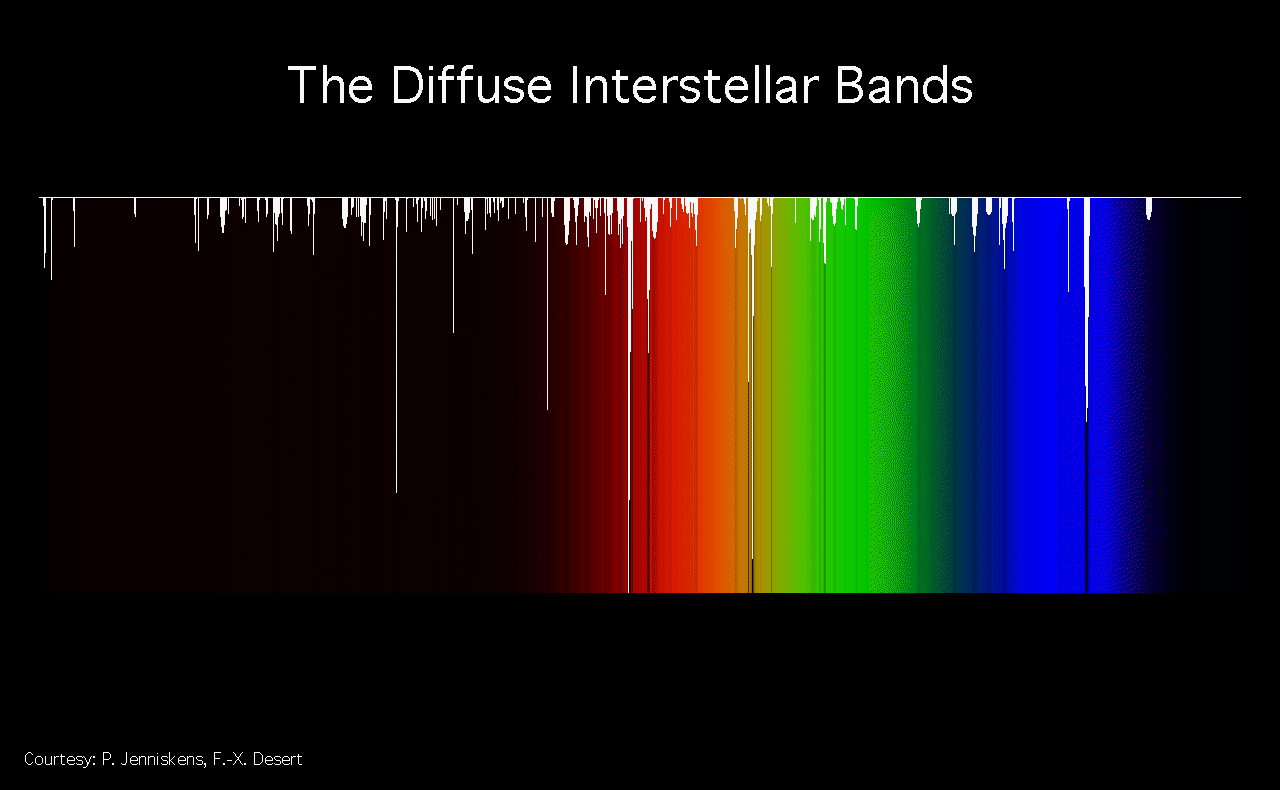
Fortalezas relativas de bandas interestelares difusas observadas

Las bandas interestelares difusas (siglas en inglés - DIB) se absorben en los espectros de los objetos astronómicos en la Vía Láctea y otras galaxias. Son causados por la absorción de la luz por el medio interestelar. Se han visto alrededor de 500 bandas, en longitudes de onda ultravioleta, visible e infrarroja.
El origen de los DIB fue desconocido y discutido durante muchos años, y se creía que los DIB se debían a los hidrocarburos aromáticos policíclicos y otras moléculas grandes que contienen carbono. Su rápida y eficiente desactivación cuando es fotoexcitado explica su notable fotoestabilidad y, por lo tanto, su posible abundancia en el medio interestelar. Sin embargo, no se pudo encontrar un acuerdo de las bandas con las mediciones hechas en laboratorio o con los cálculos teóricos hasta julio de 2015, cuando el grupo de John Maier (Universidad de Basilea) anunció la primera asignación inequívoca de dos líneas para C60+, confirmando una predicción hecha en 1987.